# Richard B. Riddick
Richard B. Riddick egy fiktív személy, főszereplője a Pitch Black - 22 évente sötétség, a Chronicles of Riddick: Dark Fury, a Chronicles of Riddick című filmeknek, és az azt kiegészítő videójátéknak a The Chronicles of Riddick: Escape from Butcher Bay-nek, és az azt követő digitálisan felújított Assault on dark athena-nak.

## Jellemzése
Richard B. Riddick egy "szökött fegyenc, és gyilkos" (saját szavaival). Általában kopasz, fekete ujjatlan, a testére simuló felsőt visel. Mivel szeme olyan érzékeny, hogy a sötétben is lát, ezért nappal többnyire fekete lencséjű szemüveget visel, amely leginkább egy úszószemüvegre hasonlít. Jó kondícióban van, kisportolt. Kedvenc fegyvere a kés, de bármilyen más eszközt jól forgat. A harcban az eszével is harcol. Nem túl beszédes, de amit mond, annak súlya van.
Gyilkosként nem sokat törődik másokkal, de azokért, akik egy kicsit közelebb állnak hozzá, hajlandó kockáztatni. Pl.: Jack, és Imam. Hidegvérű gyilkos, ám nem elmeháborodott. "Én csak azt akartam, hogy hagyjanak békén". Folyamatosan menekülnie kell a nyomában lévő zsoldosok elől, akik számára jó üzlet az elfogása és eladása különböző börtönöknek.
Képzett pilóta és harcos.

## Története
Riddick korábbi élete kevéssé ismert, valószínűsíthető, hogy katona volt és kiképezték pilótának is. A legelső darabja a történetének, a Chronicles of Riddick: Escape from Butcher Bay. A játék egy szökés története, amely visszaemlékezésként jelenik meg. Riddick éppen Johns foglya, aki Butcher Bay-be szállítja. Johns eladja őt a börtön vezetőjének, Hoxie-nak. Az első börtönrészből hamarosan megszökik, eljut a vezérlőterembe, ahol betáplálja a DNS-ét a rendszerbe. Ennek köszönhetően képes fegyvereket felvenni. Visszatér a börtön területére, és egy jókora nyíláson leereszkedik. Itt lent találkozik Pope Joe-val, aki ellátja sérült karját, illetve itt szerzi meg azt a bizonyos "eyeshine" képességet, amivel lát a sötétben. Ezek után Riddick eljut az űrhajókikötőig. Itt csak egy magas rangú személy léphet be, ezért a korábban látott Abbottot keresi fel, aki hamar gondoskodott a szívélyes fogadtatásról. Abbott súlyosan megsérül, amikor az addig passzív Johns lefegyverzi Riddicket, és közli vele, hogy egy másik börtön után néznek, mivel nem megfelelő a pénz. Csakhogy Johns-t is lefegyverzi Hoxie, és az őrök. A következő börtönszekció, ahová kerül, mélyen a föld alatt van. Pár boxmeccs megvívása után ismét Abbott elé kerül, akit ez alkalommal meg is öl. Ezek után Riddick szerez egy társat, akivel közösen elhelyeznek egy bombát. Ennek eredményeként idegen lények (xeno) özönlik el a börtönt, kiirtva az őröket. Riddick könnyűszerrel eléri az utolsó űrhajót, ám Johns rájuk támad. Jagger Vallance, Riddick társa meghal, ő maga egy harmadik börtönbe kerül. Ez az eddigi legkeményebb börtön, a fegyencek hibernálva vannak, csupán napi két perc mozgás engedélyezett. Riddick egy másik ember kapszuláját használva megszökik, eljut az űrhajókig, ahol már Johns várja. Riddick leüti, a hajóval berepül Hoxie-hoz, akit megöl. Johns-t a saját foglyaként vezetve eljut egy másik űrhajóhoz, és mindketten lelépnek.
Ezután következik a Pitch Black - 22 évente sötétség, amiben már fordított helyzet van, Riddick fogoly, és Johns az őr. Túlélve a zuhanást, Riddick elmenekül, miközben Johns a többi túlélővel keresi. Hamarosan gyilkosság gyanújába kerül és elfogják. Johns végül megegyezik Riddickkel, hogy elengedi, ha segít nekik. Szerencsére találnak egy mentőhajót is. Hamarosan a bolygóra teljes sötétség borul, így Riddick veszi át a vezető szerepét. Elvezeti a csapatot az űrhajóhoz. Útközben több embert elveszítenek, és ő maga súlyosan megsebzi Johns-t, akit az árnyékban élő szörnyetegek tépnek szét, hasonlóan a többiekhez. Végül Riddick két emberrel hagyja el a bolygót, Imammal, és Jackkel, aki valójában lány.
Innen indul a Chronicles of Riddick: Dark Fury. Az űrhajót elfogja egy zsoldos hajó, Riddicket pedig egy kissé elmeháborodott nő elé vezetik, aki a hajó kapitánya is egyben. A hölgy megszállottja az erőszaknak, ezért egy arénába vezeti Riddicket, ahol két társát kell megmentenie. Miután sikerül megölni a két szörnyet, mindhárman elmenekülnek az arénából. Riddick elvezeti a nyomában lévő zsoldosokat egy még brutálisabb szörnyhöz. Egyetlen zsoldos éli túl, Toombs. Riddick megöli a kapitányt, illetve a csatlósát, és egy űrhajóval elhagyják a helyet.
A további eseményeket a Chronicles of Riddick-ből ismerhetjük meg. Riddick, miután két társát a Helion Prime-on hagyja, elmenekül, és 5 évet tölt el egy fagyos bolygón, hogy lerázza üldözőit. Ám ők rátalálnak. A Toombs vezette csapat meghal, csak a vezető marad életben, Riddick pedig visszatér Imamhoz, aki kitűzte rá a vérdíjat. Imam azt válaszolja, hogy egy jóslat miatt tette. Egy ismeretlen sereg sorban hódoltatja be a világokat, és csak egyvalaki képes szembeszállni vele, egy Furyan harcos, akit a saját köldökzsinórjával akartak megölni. Mindenki Riddicket faggatja, ám ő lelép. Aznap este a sereg leigázza a bolygót. A katonák megölik Imamot, a családját azonban nem. Másnap Riddick találkozik a Lord Marshall-lal, a sereg vezérével, aki kivizsgáltatja. Kiderül, hogy Riddick a Furya-ról származik. Sikerül elmenekülnie, mire a LM legjobb katonáját Vaako-t küldi utána. Riddicket azonban elfogja Toombs, és Crematoria-ra viszi. Ez egy börtön, Riddick itt találkozik Jackkel, aki immár Kyra-ként ismert. Az itt töltött idő alatt találkozik Riddick egy kutyaszerű lénnyel, amely hasonló szemekkel rendelkezik, és amit sikerül megszelídítenie. A lény mindenki mást megöl. A zsoldosok összevesznek a pénzen, így Riddick kijut a börtönből, és elindul a dokk felé, Kyrával, és pár társával együtt. A felszínen kell futniuk, ahol nappal 700 °C, míg éjjel -300 °C van. A nappal és az éj közt futva elérik a hajót, ám ekkor ér földet Vaako csapata. Kyra fogságba esik, Riddick pedig kis híján meghal. Szerencsére Vaako úgy tudja, meghalt. Riddick ekkor üldözőbe veszi Vaako-t. Bejut Lord Marshall színe elé, ahol közelharc alakul ki kettejük közt. Vaako látva ura gyenge állapotát, rátámad, neki azonban van elég ereje, hogy Riddick elé jusson. Ezzel azonban csupán életét hosszabbítja meg pár másodperccel, mivel Riddick végez vele. Kyra a harc közben halálos sebet kap. Riddick átveszi Lord Marshall helyét, immár ő a vezére a seregnek.

## Képességei

### Eyeshine
Az „eyeshine” Riddick éjjellátó képességét jelenti. A szónak nincs magyar jelentése. Riddick szeme az éjszakai állatok szeméhez hasonló. Érzékenyebb, mint más embereké. Lilás-rózsaszínes árnyalatban látja vele a környezetét. Nappal egy szemüveget hord, ez egy sötét lencsés úszószemüvegre hasonlít. Ezt használva nem ismert, hogy milyen árnyalatokat lát. Riddick szemei hasonlóak/azonosak a Chronicles of Riddick-ben látott kutyaszerű lény szemeihez. Ez nincs tovább részletezve.
Ezt a képességét Riddick egy orvosi beavatkozás segítségével szerezte meg, és cserébe 20 mentolos cigit fizetett. Ezt ő maga állítja a Pitch Black - 22 évente sötétség című filmben. A film hivatalos oldalán letölthető egy videó, amely alátámasztja ezt. Riddick Ursa Luna-ra kerül, ahol egy őrtől szerzi meg a cigarettát, majd elkerülendő rabtársai zaklatását, elvégezteti a beavatkozást. Végül egy űrhajóval szökik meg. Láthatjuk, amint felfogadják Johns-t, hogy kapja el, és szállítsa Hubble Bay-be.
Ezzel szemben a megjelent játékban, amelyben Riddick Butcher Bay-ből szökik meg, eltérő módon jut hozzá szemeihez. Miután segít visszaszerezni egy rádiót Pope Joe-nak, cserébe ellátja sebeit. Pope Joe megmutatja a kijáratot, és annyit fűz hozzá, hogy Riddick ne bízzon a szemeiben. Ekkor egy sejtelmes hang szólal meg: "been blind for far too long…so I'm going to give you a gift …." Szabad fordításban "(Riddick) vak voltál túl hosszú ideig…tehát adok neked egy ajándékot…". A sejtelmes hang Shirah-hoz tartozik.
Fontos megemlíteni, hogy a játékban is megjelenik a 20 cigaretta, mint fizetési eszköz, ám csak Riddick visszaemlékezésében, a képeken nem látunk semmi effélét.
Mivel a két történet mutat egy kis hasonlóságot, és mivel az első verzió nem annyira ismert, arra következtethetünk, hogy a játékban megjelent verzió a végleges. Ezt alátámasztja a sejtelmes hang szerepeltetése. A készítők ugyanis a második filmmel egyértelműen olyan irányba indultak el, amely Riddicket kiválasztottnak ábrázolja, és különböző jóslatok, elemlények válnak a társaivá. Így az „eyeshine” mint ajándék jobban beleillik a történetbe.

### Wrath of the Furyans
Riddick eme képessége szintén Shirah-tól származik, lehetővé teszi egyfajta energiahullám kibocsátását. A Chronicles of Riddick rendezői változatában tűnik fel. Shirah Riddick mellkasára helyezi a kezét, egy kék kézlenyomatot hagyva, amely sosem tűnik el, miközben ezt mondja: "this mark carries the anger of an entire race… but it's going to hurt." Magyarul: "ez a jel hordozza egy egész faj dühét… de fájni fog." Ekkor egy kék energiahullám robban ki Riddick-ből, ellökve egy csapat Necromonger-t minden irányba.
Ez a képesség a videójátékban is megjelenik, Riddick így győzi le Abbott embereit. De magát a hullámot nem láthatjuk, csak az utána lévő hatást. A történetben ez az esemény korábban volt, még azelőtt, hogy Shirah átadta volna a képességet Riddicknek.